# Google Dashboard
Google Dashboard是用户查看和管理Google所收集的有关他们个人数据的地方。Google会汇总用户使用的每种产品的数据。用戶登錄Google帐户後，就可以在Google Dashboard查看他们的Google+ 、Google位置历史记录、 Google网络历史记录、 Google Play应用程序、 YouTube數據。用戶還可以在Google Dashboard中直接设置Google每款产品中的個人偏好。

## 目的

### 隐私和便利
Google Dashboard的主要目的是让人们可以在一個地方查看Google所搜集的所有個人數據。  Google Dashboard还为用户提供了一种方法来管理他们所使用的每项服务。
如果用户反感Google搜集他們的网络使用记录，他们可以在Google Dashboard上直接删除某個應用的历史记录。 

## 歷史
Google Dashboard於2009年11月推出。2017年9月，Google宣佈重新設計Dashboard。

## 外部鏈接
- Google Dashboard website